# Plato (kommun)
Plato är en kommun i Colombia.   Den ligger i departementet Magdalena, i den norra delen av landet, 600 km norr om huvudstaden Bogotá. Antalet invånare är 49 195. Arean är 1 500 kvadratkilometer. Plato ligger vid sjöarna  Ciénaga de Zárate Ciénaga El Silencio och Ciénaga La Ceiba.
Terrängen i Plato är platt åt sydost, men åt nordväst är den kuperad.